# Serie B 1968/1969
Soutěžní ročník Serie B 1968/1969 byl 37. ročník druhé nejvyšší italské fotbalové ligy. Konal se od 29. září 1968 do 22. června 1969. 
Nejlepší střelec byl italský Virginio De Paoli (Brescia), který vstřelil 18 branek.

## Události
Z 1. ligy sestoupilo SPAL, Brescia a Mantova. Naopak postup ze 3. ligy slavilo po 22 letech Cesena, po 21 letech Ternana a po 5 letech se vrátilo Como.
Sezonu vyhrálo Lazio a spolu s nimi postoupila Brescia a Bari. Naopak sestup o ligu níž si zajistila Padova, Lecco a SPAL, které sestoupilo dvakrát v řadě.

## Účastníci
| Klub             | Město           | Stadion                            | Trenér                                                                                 | Minulá sezona                            |
| ---------------- | --------------- | ---------------------------------- | -------------------------------------------------------------------------------------- | ---------------------------------------- |
| Bari             | Bari            | Stadio della Vittoria              | Lauro Toneatto                                                                         | 4. místo v Serii B                       |
| Brescia          | Brescia         | Stadio Mario Rigamonti             | Arturo Silvestri                                                                       | 15. místo v Serii A (sestup)             |
| Catania          | Catania         | Stadio Cibali                      | Egizio Rubino                                                                          | 10. místo v Serii B                      |
| Catanzaro        | Catanzaro       | Stadio Comunale                    | Luciano Lupi (1.–21. kolo) Umberto Sacco                                               | 12. místo v Serii B                      |
| Cesena           | Cesena          | Stadio "Fiorita"                   | Cesare Meucci (1.–14. kolo) Giuseppe Matassoni                                         | 1. místo ve skupině B v Serii C (postup) |
| Como             | Como            | Stadio Giuseppe Sinigaglia         | Franco Viviani                                                                         | 1. místo ve skupině A v Serii C (postup) |
| Foggia & Incedit | Foggia          | Stadio Pino Zaccheria              | Tommaso Maestrelli                                                                     | 4. místo Serii B                         |
| Janov            | Janov           | Stadio Luigi Ferraris              | Aldo Campatelli                                                                        | 17. místo Serii B                        |
| Lazio            | Řím             | Stadio Olimpico                    | Juan Carlos Lorenzo                                                                    | 11. místo Serii B                        |
| Lecco            | Lecco           | Stadio Mario Rigamonti-Mario Ceppi | Renato Gei                                                                             | 17. místo Serii B                        |
| Livorno          | Livorno         | Stadio Comunale                    | Leandro Remondini (1.–22. kolo) Aldo Puccinelli                                        | 7. místo Serii B                         |
| Mantova          | Mantova         | Stadio Danilo Martelli             | Umberto Mannocci (1.–14. kolo) Gustavo Giagnoni                                        | 16. místo v Serii A (sestup)             |
| Modena           | Modena          | Stadio Alberto Braglia             | László Székely (1.–14. kolo) Vittorio Malagoli (15.–26. kolo) Armando Cavazzuti        | 12. místo Serii B                        |
| Monza            | Monza           | Stadio Gino Alfonso Sada           | Bruno Dazzi + Nils Liedholm                                                            | 8. místo Serii B                         |
| Padova           | Padova          | Stadio Silvio Appiani              | Humberto Rosa                                                                          | 12. místo Serii B                        |
| Perugia          | Perugia         | Stadio Santa Giuliana              | Guido Mazzetti                                                                         | 15. místo Serii B                        |
| Reggiana         | Reggio Emilia   | Stadio Mirabello                   | Romolo Bizzotto                                                                        | 6. místo v Serii B                       |
| Reggina          | Reggio Calabria | Stadio Comunale                    | Armando Segato                                                                         | 9. místo v Serii B                       |
| SPAL             | Ferrara         | Stadio Comunale                    | Francesco Petagna (1.–4. kolo) Serafino Montanari (5.–31. kolo) Giovan Battista Fabbri | 14. místo v Serii A (sestup)             |
| Ternana          | Terni           | Stadio Viale Brin                  | Corrado Viciani                                                                        | 1. místo ve skupině C v Serii C (postup) |

## Tabulka
| Poř. | Tým              | Z  | V  | R  | P  | VG | OG | B  |
| ---- | ---------------- | -- | -- | -- | -- | -- | -- | -- |
| 1.   | Lazio            | 38 | 17 | 16 | 5  | 55 | 27 | 50 |
| 2.   | Brescia          | 38 | 17 | 14 | 7  | 46 | 24 | 48 |
| 3.   | Bari             | 38 | 14 | 19 | 5  | 34 | 27 | 47 |
| 4.   | Reggiana         | 38 | 17 | 12 | 9  | 36 | 23 | 46 |
| 5.   | Reggina          | 38 | 13 | 18 | 7  | 36 | 24 | 44 |
| 6.   | Janov            | 38 | 10 | 21 | 7  | 36 | 29 | 41 |
| 7.   | Como             | 38 | 14 | 13 | 11 | 33 | 28 | 41 |
| 8.   | Perugia          | 38 | 9  | 20 | 9  | 31 | 26 | 38 |
| 9.   | Foggia & Incedit | 38 | 11 | 16 | 11 | 33 | 35 | 38 |
| 10.  | Ternana          | 38 | 11 | 14 | 13 | 34 | 36 | 36 |
| 11.  | Mantova          | 38 | 10 | 15 | 13 | 30 | 30 | 35 |
| 12.  | Monza            | 38 | 8  | 19 | 11 | 32 | 38 | 35 |
| 13.  | Livorno          | 38 | 11 | 13 | 14 | 29 | 35 | 35 |
| 14.  | Catanzaro        | 38 | 10 | 15 | 13 | 19 | 28 | 35 |
| 15.  | Catania          | 38 | 10 | 15 | 13 | 19 | 28 | 35 |
| 16.  | Cesena           | 38 | 10 | 14 | 14 | 27 | 37 | 34 |
| 17.  | Modena           | 38 | 9  | 14 | 15 | 26 | 34 | 32 |
| 18.  | SPAL             | 38 | 8  | 15 | 15 | 30 | 38 | 31 |
| 19.  | Lecco            | 38 | 7  | 16 | 15 | 26 | 38 | 30 |
| 20.  | Padova           | 38 | 8  | 13 | 17 | 25 | 53 | 29 |

Poznámky
- Z = Odehrané zápasy; V = Vítězství; R = Remízy; P = Prohry; VG = Vstřelené góly; OG = Obdržené góly; B = Body
- za výhru 2 body, za remízu 1 bod, za prohru 0 bodů.

|  | Postup do Serie A |
|  | Sestup do Serie C |

## Střelecká listina
| Pořadí | Jméno                  | Klub     | Branky |
| ------ | ---------------------- | -------- | ------ |
| 1.     | Virginio De Paoli      | Brescia  | 18     |
| 2.     | Paolo Morelli          | Janov    | 13     |
| 2.     | Gianni Comini          | Como     | 13     |
| 4.     | Virginio Canzi         | Lecco    | 11     |
| 4.     | Luigino Vallongo       | Reggina  | 11     |
| 6.     | Gian Piero Ghio        | Lazio    | 10     |
| 6.     | Riccardo Mascheroni    | Janov    | 10     |
| 8.     | Alberto Bigon          | SPAL     | 9      |
| 8.     | Giovan Battista Pienti | Reggiana | 9      |
| 8.     | Marcello Tentorio      | Bari     | 9      |